# Hedwigidium crenulatum
Hedwigidium crenulatum là một loài Rêu trong họ Hedwigiaceae. Loài này được (Müll. Hal.) Paris mô tả khoa học đầu tiên năm 1900.